# The Langoliers (miniserie)
The Langoliers ("Langoliers: Un viaje en el tiempo" en España, y "Grieta en el tiempo" en México) es una serie de dos capítulos para la televisión en 1995 protagonizada por David Morse, Dean Stockwell, Patricia Wettig y Bronson Pinchot. Está basada en uno de los relatos cortos de Stephen King, The Langoliers, incluido en la colección Las cuatro después de la medianoche (Four Past Midnight), publicada en 1990. Posee una duración de 180 minutos (3 horas). El film se estrenó directamente por televisión dividido en dos partes, con una duración de 90 minutos cada una.

## Argumento
El Lockheed L-1011 TriStar despega con naturalidad. El vuelo transcurre con la mayor tranquilidad, hasta que misteriosamente, y de forma súbita, diez pasajeros que en ese momento estaban dormidos, se despiertan al escuchar una niña ciega que iba a bordo y que asustada decía no hallar a nadie en el avión. Y realmente tenía razón:  todo el mundo había desaparecido, incluidos el personal de servicio y los pilotos. ¿Cómo es posible esto? ¿Cómo pueden desaparecer todos de golpe en pleno vuelo? ¿Y por qué se fueron todos y solo ellos se quedaron en el avión? El desconcierto aumenta cuando miran por las ventanillas y no ven nada, sólo nubes y una larga noche oscura.

## Personajes
Durante el vuelo hacia Boston, inexplicablemente toda una tripulación desaparece, exceptuando a diez personas, que en ese momento se encontraban dormidas. Cuando despiertan, no se explican nada de lo que está pasando. Aparentemente entraron en una zona vacía (lo que se denomina también como viaje entre realidades) dentro del espacio-tiempo a través de una anomalía. En este "mundo paralelo" los esperan los langoliers, que son los encargados de devorar el tiempo perdido. Los pasajeros deberán recobrar sus vidas y pronto si no quieren ser devorados. 
Las diez personas que permanecen en el avión, y que tienen la misión de saber que es lo que les está ocurriendo, son:
- Capitán Bryan Engle (David Morse)

Es piloto de aviación, divorciado y sin hijos. Viajaba a Boston como pasajero con urgencia, ya que esa misma noche, tras regresar de un vuelo, recibe la noticia de que su exmujer (que vivía en Boston) ha fallecido. Es un hombre tranquilo y sereno, pero oculta un sentimiento de culpa debido a un fatal error del pasado.
- Nick Hopewell (Mark Lindsay Chapman)

Es un mercenario que viajaba a Boston para asesinar a una importante persona. Posee un carácter frío y calculador, que provoca cierto miedo entre los otros supervivientes.
- Bob Jenkins (Dean Stockwell)

Es un escritor de novelas de ciencia ficción, de carácter tranquilo y meditador. No se menciona en ningún momento por qué viajaba a Boston.
- Laurel Stevenson (Patricia Wettig)

Es una profesora del valle de San Fernando. Viajaba a Boston, según dice ella, por vacaciones, ya que llevaba 8 años sin salir de la ciudad.
- Dinah Catherine Bellman (Kate Maberly)

Es una niña ciega que viajaba a Boston para que le operasen la vista, ya que tiene un 70% de probabilidades de recuperarla parcialmente, y un 40% de recuperarla del todo. Viajaba con su tía, que desapareció junto con el resto de la tripulación y el pasaje. Juega un papel importante en el desenredo de la historia.
- Craig Toomey (Bronson Pinchot)

Es un agente de bolsa traumatizado por los malos tratos que sufrió de pequeño por parte de su padre. Viajaba a Boston para asistir a una junta de valores muy importante. Es una persona histérica, nerviosa y depresiva, que provoca más de una pelea entre los supervivientes.
- Albert Kaussner (Christopher Collet)

Es un joven que estudia en la escuela de música de Berklee, y sabe tocar el violín. Viaja a Boston a estudiar música. Aunque siempre se muestra muy nervioso y torpe, es un chico muy inteligente.
- Bethany Simms (Kimber Riddle)

Esta chica viajaba a Boston para, desde allí, pasar unos días con su tía que vivía en Worcester, en Massachusetts. Posee una personalidad bastante inestable, debido a que en el pasado consumía drogas y alcohol de manera frecuente.
- Don Gaffney (Frankie Faison)

Es un mecánico de reparaciones de la empresa aeronáutica Hughes. Viajaba a Boston para conocer a su primer nieto. Es un hombre tranquilo y poco hablador, y no duda en echar una mano cuando es necesario.
- Rudy Warwick (Baxter Harris)

Un hombre que viajaba a Boston, aunque nunca se menciona para qué. Es muy despreocupado, y siempre está pensando en comer y dormir.

## Ficha de doblaje
- David Morse (Capitán Bryan Engle): Chema Lara
- Dean Stockwell (Bob Jenkins): Juan Fernández
- Patricia Wettig (Lauren Stevenson): Ana Wagener
- Bronson Pinchot (Craig Toomy): Pablo Adán
- Mark Lindsay Chapman (Nick Hopewell): Luis Pocar
- Kate Maberly (Dinah Catherine Bellman): Cristina Yuste
- Christopher Collet (Albert Kaussner): Ricardo Escobar
- Kimber Riddle (Bethany Simms): Mar Bordallo
- Frankie Faison (Don Gaffney): Antonio Esquivias
- Baxter Harris (Rudy Warwick): Félix Acaso